# Phoenicurusia phoenicura
Phoenicurusia phoenicura — вид метелика з родини синявцевих (Lycaenidae).

## Поширення
Вид є ендеміком іранської провінції Мазендеран.